# 4,4′-Bipyridin
4,4′-Bipyridin ist eine heterocyclische chemische Verbindung mit der Summenformel C10H8N2. Sie besteht aus zwei Pyridinringen, die jeweils in der 4-Position miteinander verknüpft sind.

## Darstellung
4,4′-Bipyridin kann in schlechter Ausbeute aus der Umsetzung von Pyridin mit Lithiumdiisopropylamid und HMPT erhalten werden. Als Nebenprodukt entsteht in geringen Mengen 2,4′-Bipyridin.
Ein weiterer Syntheseweg besteht in der metallvermittelten Katalyse aus 4-Chlorpyridin und Pyridin oder zwei Molekülen 4-Chlorpyridin in Gegenwart einer Base am Nickelkatalysator.

## Eigenschaften
Es handelt sich bei Raumtemperatur um einen weißen bis gelblichen Feststoff, der bei 112 °C schmilzt. und bei 300–301 °C siedet. Die Verbindung bildet ein Dihydrat, welches bei 67–70 °C inkongruent schmilzt.
In Gegenwart von Metallionen kann 4,4′-Bipyridin mit diesen polymere Komplexe bilden.

## Verwendung

Struktur von Paraquat

4,4′-Bipyridin bildet die Grundstruktur des Herbizids Paraquat (N,N′-Dimethyl-4,4′-bipyridiniumdichlorid), das aus diesem hergestellt werden kann. Außerdem wird 4,4′-Bipyridin als Linker für die Synthese von Metall-organischen Gerüstverbindungen eingesetzt.